# Macrina din Portaria
Macrina Vassopoulou, cunoscută și ca Macrina din Portaria, (în greacă Μακρίνα της Πορταριάς; n. 1921 – d. 4 iunie 1995, Vόlos, Tesalia⁠(d), Grecia) a fost o călugăriță ortodoxă, stareță și ctitoră de mănăstire. Ucenică apropiată sufletește de stareții Efrem Filotheitul din Arizona și Iosif Isihastul, este recunoscută pentru viața sa sfântă atribuindu-se mai multe minuni încă din timpul vieții conform relatărilor hagiografice.
Maica Macrina a fondat Mănăstirea Maica Domnului Odighiitria din Portaria în 1963 și s-a remarcat ca egumenă și maică duhovnicească. De-a lungul vieții sale monahale, a primit numeroși vizitatori care îi căutau îndrumarea spirituală, inclusiv pe Iakov Tsalikis din Evia. Ea a dobândit notorietate încă din timpul vieții și a murit în cadrul comunității monahale pe care a înființat-o și condus până în ultima zi a vieții sale.

## Biografie
S-a născut în 1921 în Hatzileri, sat din vecinătatea orașului Smirna, Asia Mică în regiunea vechii Eolii și a primit numele Maria Vassopoulou. Familia ei, descrisă ca fiind una de creștini autentici, pe când ea avea doar șase luni, a fost nevoită să se refugieze în urma căderii Smirnei în tabăra din Nea Ionia, Volos. Conform relatărilor hagiografice ea a experimentat o „revelație divină” la vârsta de șapte ani când a și decis că va deveni monahie.
Părinții au murit când ea și fratele ei erau încă tineri de aceea a trebuit să-și abandoneze studiile pentru a munci la început ca menajeră pentru o familie înstărită apoi la o fabrică. Locuind în Volos cu fratele ei mai mic, l-a întâlnit pentru prima dată pe Efrem din Arizona discipol al sfântului Iosif Isihastul. Conform hagiografiilor, se spune că ea a trăit o minune prin care a prezis începutul celui de-al Doilea Război Mondial cu ceva timp înainte ca acesta să înceapă efectiv.
În 1940-1941, în timpul ocupației Greciei din cel de-Al Doilea Război Mondial, o foamete orchestrată parțial de autoritățile de ocupație naziste și italiene, a afectat întreaga țară și a dus la moartea a aproximativ 300.000 de oameni. Situația Mariei și a fratelui ei mai mic, George, s-a înrăutățit, iar ea a decis să-l trimită la unchiul lor din Salonic.
A reușit să supraviețuiască războiului, deși cu mare dificultate, dar în ciuda sărăciei sale extreme întotdeauna a împărțit celor nevoiași o parte din mâncarea procurată cu greu. Maria s-a întâlnit cu mama starețului Efrem din Arizona, Victoria Moraitis (viitoarea monahie Theofana) (1887-1984) Se rugau adesea împreună și treptat o mică comunitate feminină a început să se formeze în jurul lor.
Starețul Efrem din Arizona a afirmat despre această perioadă că a fost una în care ea experimentat vederea energiei necreate, un principiu central al teologiei ortodoxe răsăritene a îndumnezeirii (theosis).
În 1963, Maria Vassopoulou și Victoria Moraitis au fost tunse în monahism de Starețul Efrem cu numele de Macrina și, respectiv, Theofana. Comunitatea formată în jurul lor a fondat Mănăstirea Maica Domnului Odighitria din Portaria iar ea devenit stareța acestei obști monahale.
Stareța Macrina a câștigat treptat respect și a fost adesea căutată pentru sfaturile sale duhovnicești. Printre vizitatorii care au venit să-i ceară îndrumarea s-a numărat și Iakov Tsalikis din Evia, canonizat în 2017 care mărturisea „Stareța Macrina nu este numai maica voastră, ci este și maica noastră și maica întregii Biserici. Dacă aș fi fost în Volos, aș fi mers în fiecare dimineață și i-aș fi sărutat mâna. Atât de mare evlavie am față de stareța Macrina.”
Ea a condus mănăstirea până la 4 iunie 1995, ziua trecerii ei la cele veșnice.

## Moștenire
Miracolele care i se atribuie în relatările hagiografice, sfaturile duhovnicești și legăturile sale cu mulți sfinți au consacrat-o ca o adevărată maică duhovnicească. Sofronie de Essex, canonizat în 2019, a declarat despre ea că era „un titan al spiritului”.
Dintre maicile aflate sub conducerea ei din obștea mănăstrii Maicii Domnului Odighitria din Portaria au fost trimise ca plămadă pentru noile obști monahale înființate în Statele Unite ale Americii și Canada dar și pentru popularea mănăstirilor Înaintemergătorului Ioan din Serres și a Arhanghelului Mihail din Thasos.
Deși încă nu este canonizată oficial, în 2024 Mitropolia din Morfu a folosit titlul de Cuvioasă pentru a o descrie.